# Дуловская волость
Дуловская волость — бывшая административно-территориальная единица 3-го уровня (с 1995 до 2006) в Островском районе Псковской области России.
Административным центром была деревня Дуловка.

## География
Территория бывшей волости находилась на самом севере района.

## Населённые пункты
В состав Дуловской волости входило 28 деревень: Авдятово, Аниткино, Асановщина, Астратово, Березница, Бахарево, Вергино, Глотово, Гудово,  Гусаково, Дуловка, Жележенье, Житница, Кириллово, Кожино, Маслово, Мишково, Пыляи, Романово, Сешкино, Скоморохово, Стрелецкое, Столбово, Сухлово, Телегино, Таделково, Уласково, Усадище.

## История
Территория этой ныне бывшей волости в 1927 году вошла в Островский район в виде ряда сельсоветов, в том числе Дуловского сельсовета.
Указом Президиума Верховного Совета РСФСР от 16 июня 1954 года в Дуловский сельсовет был включён Дроздовский сельсовет.
Постановлением Псковского областного Собрания депутатов от 26 января 1995 года все сельсоветы в Псковской области были переименованы в волости, в том числе Дуловский сельсовет был превращён в Дуловскую волость с центром в деревне Дуловка.
Законом Псковской области от 28 февраля 2005 года Дуловская волость была упразднена и включена в новосозданное с 1 января 2006 года муниципальное образование Волковская волость.